# 1243 Pamela
Pamela (asteroide 1243) é um asteroide da cintura principal com um diâmetro de 70,07 quilómetros, a 2,9649206 UA. Possui uma excentricidade de 0,0430857 e um período orbital de 1 992,08 dias (5,46 anos).
Pamela tem uma velocidade orbital média de 16,92087145 km/s e uma inclinação de 13,26905º.
Esse asteroide foi descoberto em 7 de Maio de 1932 por Cyril Jackson.